# Che Bunce
Che Bunce (Auckland, 29 de agosto de 1975) é um ex-futebolista profissional neo-zelandês que atuava como defensor.

## Carreira
Che Bunce se profissionalizou no Sheffield United.

## Seleção
Che Bunce integrou a Seleção Neozelandesa de Futebol na Copa das Confederações de 1999.

## Títulos
Nova Zelândia
- Copa das Nações da OFC de 1998